# ساکس (مینه‌سوتا)
ساکس (به انگلیسی: Sax) یک منطقهٔ مسکونی در ایالات متحده آمریکا است که در McDavitt Township واقع شده‌است. ساکس ۱۰ نفر جمعیت دارد و ۳۹۸٫۹۹ متر بالاتر از سطح دریا واقع شده‌است.